# Subcomandante Marcos

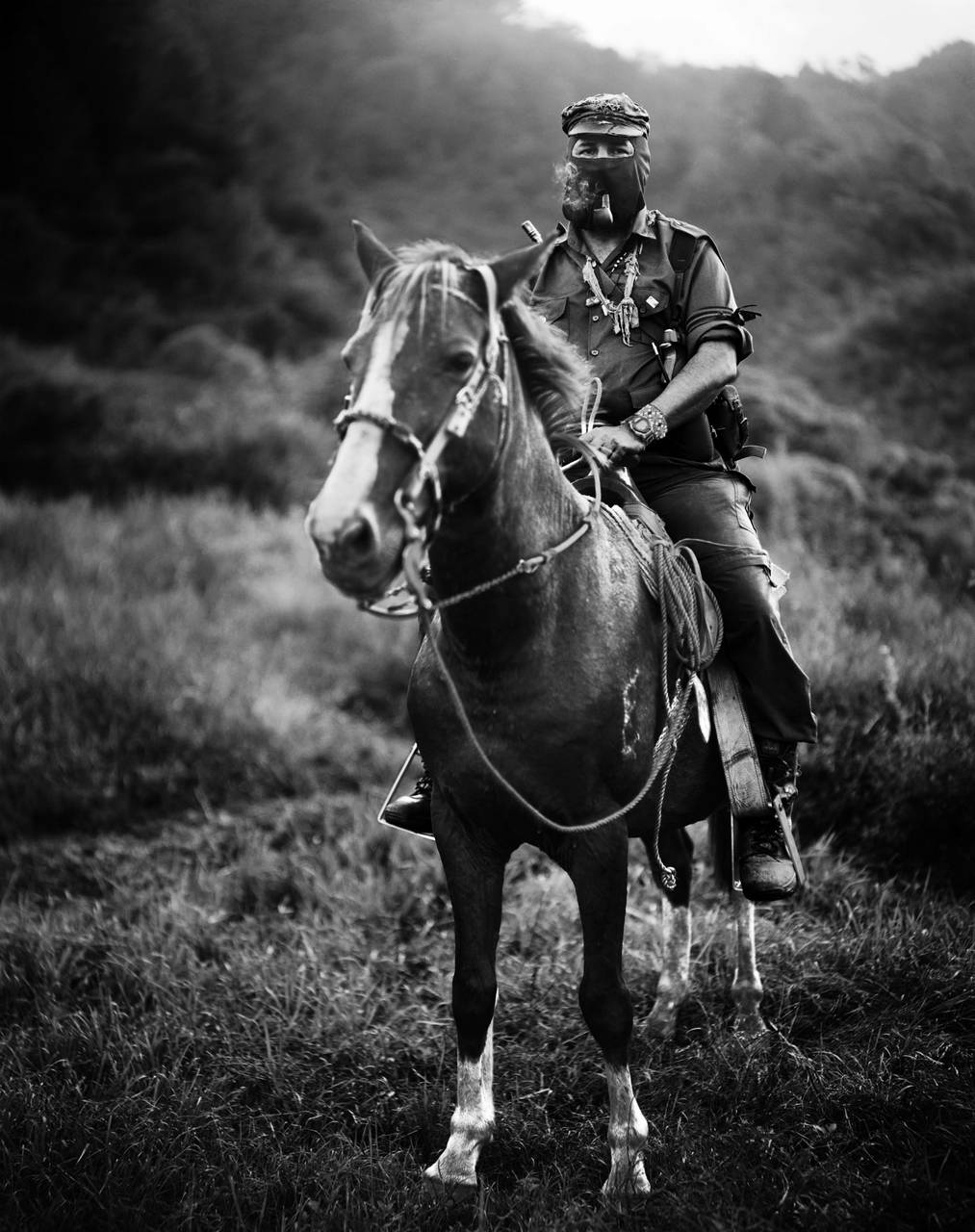
Subcomandante Marcos reitend und Pfeife rauchend

Subcomandante Marcos wurde als politische personelle Inszenesetzung erschaffen und „erschien“ 1994 mit dem zapatistischen Aufstand in San Cristobal de las Casas (Chiapas/Mexico) auf der politischen „Bühne“. Er bezeichnete sich selbst als Sprecher der EZLN (Zapatistische Armee der Nationalen Befreiung).

## Marcos in der EZLN
Gleichzeitig mit dem Inkrafttreten des Freihandelsabkommens zwischen den USA, Mexiko und Kanada (NAFTA) am 1. Januar 1994 nahmen indigene Guerilleros der EZLN mit Waffengewalt fünf Bezirkshauptstädte im mexikanischen Bundesland Chiapas ein. Bei einem Interview auf dem von hunderten bewaffneten Maya besetzten Rathausplatz des Touristenstädtchens San Cristóbal de las Casas ging der maskierte Subcomandante Insurgente Marcos mit einem Forderungskatalog nach elementaren Grundrechten für die indigene Bevölkerung erstmals an die Öffentlichkeit. Seine Maskierung mit der schwarzen wollenen Sturmmaske, die Tabakspfeife, und das Geheimnis um seine bürgerliche Biographie prägten für die folgenden zwanzig Jahre das Bild der Zapatisten. Nach zehntägigen blutigen Auseinandersetzungen mit der mexikanischen Armee, die unter Vermittlung von Zivilgesellschaft und Kirche beendet wurden, zogen sich die Aufständischen in Berg- und Dschungelregionen im Osten von Chiapas zurück, wo sie in der Folgezeit eine De-facto-Autonomie errichteten.
Teil der Außendarstellung der Zapatisten war die Aussage, es gehe ihnen nicht um die politische Macht in Mexiko. Tatsächlich wurden die Zapatisten ein Katalysator für soziale Bewegungen auf der ganzen Welt. Ein Zitat von Marcos bringt das subtil auf den Punkt: „Es ist nicht nötig, die Welt zu erobern. Es genügt, sie neu zu schaffen.“

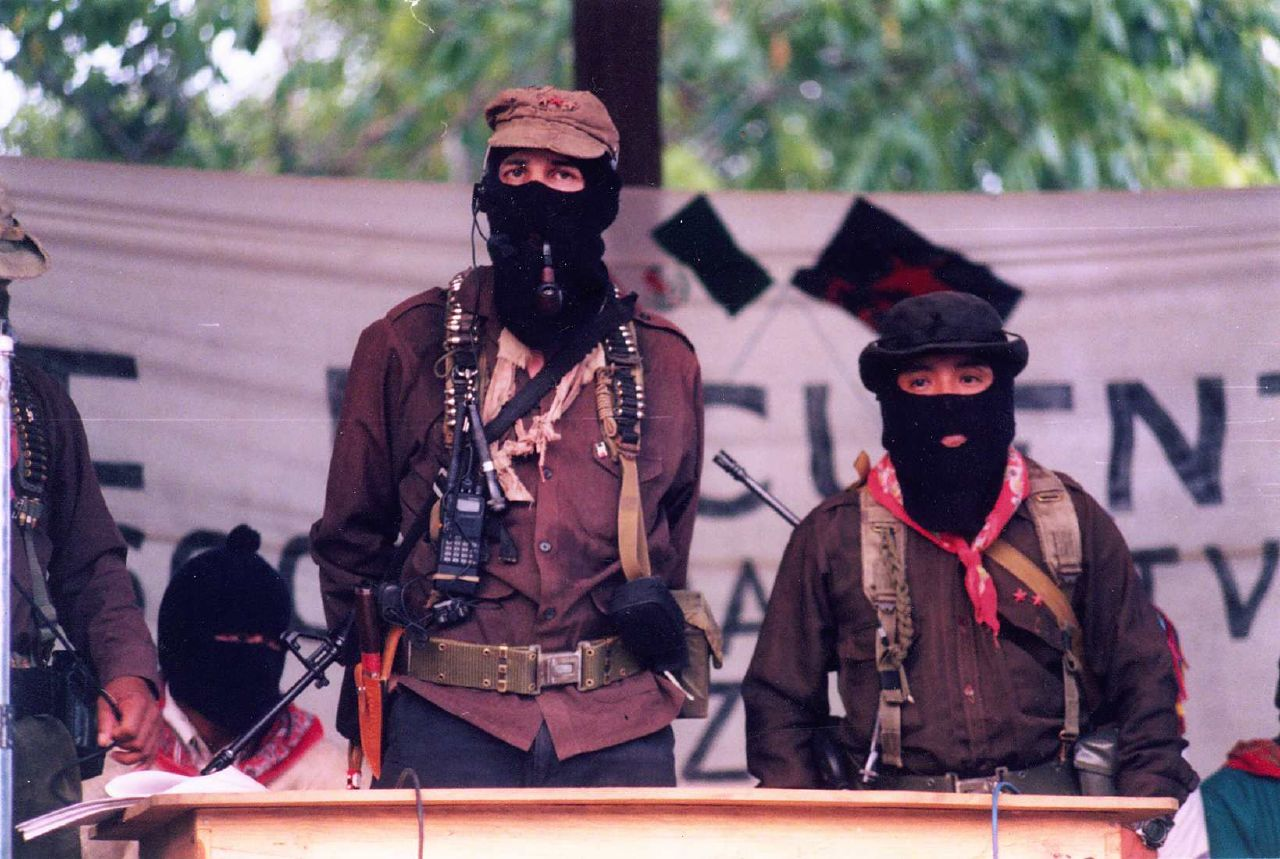
Subcomandante Marcos (links) mit Comandante Tacho in Chiapas (1999)

Bis zu seinem öffentlichen Abschied im Mai 2014 meldete sich der Subcomandante in unregelmäßigen Abständen mit Communiqués, Artikeln und Briefen. Darin bezog er sich nicht nur auf Werke der Weltliteratur, sondern bediente sich – mit viel Humor und gelegentlich auch Ironie – selbst literarischer Instrumente, um die zumeist politischen Inhalte seiner internationalen Leserschaft nahezubringen. In den oft mit Lyrik durchsetzten Texten verband Marcos die Forderung der indigenen Völker auf ihr angestammtes Land und ihre kulturelle Eigenständigkeit mit der radikalen Kritik an der neoliberalen Globalisierung. Seit ihrem Aufstand 1994 haben die Zapatisten regelmäßig Zusammentreffen mit der Zivilgesellschaft in den von ihnen kontrollierten Gebieten organisiert, darunter das „Intergalaktische Treffen gegen den Neoliberalismus“ im Sommer 1996.
Marcos drückte immer wieder seine Solidarität mit anderen Protestbewegungen weltweit aus. Als er zum Beispiel einmal für einen Vortrag 500 US-Dollar erhielt, soll er diese den zur gleichen Zeit streikenden Fabrikarbeitern in Italien gespendet haben, um die Phrase „Euer Kampf ist auch unser Kampf“ zu unterstreichen.
Seine Bezeichnung Subcomandante leitet er selbst davon ab, dass er seine „Befehle“ von der Generalkommandantur („CCRI-CG – Geheimes revolutionäres indigenes Komitee“) erhält, die aus gewählten Vertreterinnen und Vertretern der Dorfgemeinschaften besteht.
Als bei den Präsidentschaftswahlen 2000 die bürgerlich-konservative Partei der Nationalen Aktion (PAN) die 71-jährige Alleinherrschaft der Partei der Institutionalisierten Revolution (PRI) brach, reagierte Marcos auf das Gesprächsangebot des neuen Präsidenten Vicente Fox nicht mit einem persönlichen Treffen mit diesem, sondern mit einer breit angelegten Kampagne für die Aufnahme von zuvor in mehrjährigen Verhandlungen beschlossenen Rechten für die indigene Bevölkerung in die mexikanische Verfassung. Gefolgt von einem Buskonvoi aus Delegationen der indigenen Völker Mexikos sowie der internationalen Zivilgesellschaft fuhr Marcos im Frühjahr 2001 mit 20 Mitgliedern des CCRI-CG aus Chiapas nach Mexiko-Stadt. Dabei folgte der Konvoi der Route des Feldzugs von Emiliano Zapata während der Mexikanischen Revolution im zweiten Jahrzehnt des 20. Jahrhunderts.
Im Mai 2014 gab Subcomandante Marcos seine Führungsrolle der EZLN ab: „Ich erkläre, dass derjenige, der als Subcomandante Marcos bekannt ist, nicht mehr existiert.“ Gerüchte, dass dies mit seinem Gesundheitszustand zusammenhänge, wies er zurück.

## Die Identität Marcos’
Nach mexikanischen Geheimdienstangaben handelt es sich bei Subcomandante Marcos um den 1957 geborenen Rafael Sebastián Guillén Vicente, einen Mestizen aus einer bürgerlichen Familie aus Tampico (Bundesstaat Tamaulipas). Vor seinem Untertauchen in den 1970er-Jahren sei er Dozent an der Universidad Nacional Autónoma de México (UNAM) gewesen. Beeinflusst von den Ideen Mao Zedongs, Louis Althussers, Fidel Castros und Che Guevaras, sei er der in Mexiko-Stadt basierten Guerilla-Bewegung FLN beigetreten.
Manuel Vázquez Montalbán beruft sich mit seiner Vermutung, Marcos habe in Kuba eine Guerilla-Ausbildung erhalten, auf den kubanischen Nachrichtendienstler Manuel Piñeiro.

Nach seiner wahren Identität befragt, antwortete der Subcomandante einmal: 

„Marcos ist Schwuler in San Francisco, Schwarzer in Südafrika, Asiat in Europa, Anarchist in Spanien, Palästinenser in Israel, Indio in San Cristóbal (Chiapas) und Jude in Nazi-Deutschland.“

 Auf die Frage nach seinem Alter sagte er mit Bezug auf die Ankunft von Christoph Kolumbus in Amerika und dem seither existierenden Widerstand gegen die Kolonialisierung: „Ich bin 518“.
Im Mai 2014 erklärte Subcomandante Marcos das Ende seiner Identität als Ebendieser:

„Es ist unsere Überzeugung und unsere Praxis, dass man für Rebellion und Kampf keine charismatischen Anführer oder Chefs braucht, keinen Messias und keinen Erlöser; um zu kämpfen, braucht man nur ein bisschen Anstand, etwas Würde und viel Organisation – und sonst: Entweder man trägt zum Kollektiv bei, oder man taugt nichts.“

In der Abschiedsmitteilung vom 24. Mai 2014 wurde die „Geburt“ von Marcos folgendermaßen erklärt:

„Während des Morgengrauens am 1. Januar 1994 kam eine Armee von Giganten – nämlich indigene Rebellen – hinunter in die Städte, um mit ihrem Schritt die Welt aufzurütteln. Bereits nach einigen Tagen, noch mit dem frischen Blut unserer Gefallenen auf den Straßen der Städte, überlegten wir, wie wir uns der Außenwelt sichtbar machen könnten. Die anderen waren gewohnt, die Indigenas von oben herab anzuschauen, sie konnten nicht den Blick nach oben wenden, um uns zu sehen. Sie waren gewohnt, uns als erniedrigte Menschen zu sehen, ihre Herzen konnten nicht unsere würdevolle Rebellion verstehen. Ihre Blicke wurden von dem einzigen Mestizen mit Sturmhaube gefangengenommen, aber nur, weil sie ihn nicht wirklich sahen. Unsere AnführerInnen sagten dann: ‚Sie können nur diejenigen sehen, die genauso klein wie sie sind. Dann machen wir jemanden, der so klein ist, wie sie, so dass sie ihn sehen können und durch ihn uns sehen können.‘ So fing eine komplexe Ablenkungsstrategie an, eine schreckliche und wunderschöne Zauberei, ein bissiges Versteckspiel des indigenen Herzens, das wir sind. Die indigene Weisheit fordert die moderne Welt an einer ihrer stärksten Säulen heraus: den Massenmedien. So fing der Aufbau der Figur an, die Marcos genannt wurde.“

Nach dem tödlichen Anschlag am 3. Mai 2014 der Gruppe CIOAC (Central Independiente de Obreros Agrícolas y Campesinos) in der Gemeinde La Realidad hat die EZLN die Entscheidung getroffen, die Figur von Marcos sterben zu lassen, um den bei dem Anschlag ermordeten José Luis Solís Lopez (genannt: Galeano) weiterleben zu lassen.

„Wir denken, dass es notwendig ist, dass jemand von uns stirbt, so dass Galeano weiterleben kann. Und um den aufdringlichen Tod zufrieden zu stellen, muss man ihm an Galeanos Stelle einen anderen Namen vorsetzen, so dass dieser leben kann und der Tod nicht ein Leben stiehlt, sondern nur einen Namen, Buchstaben von Bedeutung entleert, ohne Geschichte, ohne eigenes Leben. So haben wir uns entschieden, dass Marcos ab heute nicht mehr existieren darf.“